# ۱۸۰ (پیش از میلاد)
۱۸۰ (پیش از میلاد) ۱۸۰مین سال قبل از تقویم میلادی است.